# To mand red ud
To mand red ud (originaltitel Two Rode Together) er en western fra 1961, instrueret af John Ford og med James Stewart, Richard Widmark, Shirley Jones og Linda Cristal i hovedrollerne.

## Oversigt
Filmen er almindeligt anerkendt som en god film om ikke en klassiker. James Stewarts figur er interessant – han ikke nogen helt, men heller ikke en skurk.
Hovedtemaet er forsøget på at redde nogle hvide fanger fra comanche-indianerne. McCabe (spillet af James Stewart) mener, at dette er en dårlig idé – alle, der blev taget til fange som barn, opfatter nu sig selv som comanche og kan ikke huske deres egen familie. Men hvis betalingen er stor nok, vil han prøve at købe fangerne tilbage.
Filmen er visse steder humoristisk. En enke har lige født et barn et år efter mandens begravelse. McCabes reaktion er:
"Der er nogen mænd, der bare ikke bliver, hvor man lægger dem."
Men det er ikke en morsom western; den handler mest om tragedie og tab. Filmen har også nogle interssante pointer om kulturel assimilation og kulturel accept.

## Handlingen
Hæren besværes af nogle nybyggere, der har mistet deres slægtninge, som de håber at genfinde. Marty Purcell (spillet af Shirley Jones) kan ikke slippe mindet om sin lillebroder, og hun har stadig en spilledåse, som han holdt af. McCabe advarer hende om, at hun ikke vil kunne genkende ham igen. Men han tager med på ekspeditionen, da han regner med at tjene godt. Til at begynde med er løjtnant Jim Gary (spillet af Richard Widmark) forarget over McCabes kynisme, men han håber også at kunne hjælpe med McCabes assistance.
De finder fire hvide fanger hos indianerne. En af dem er en ung kvinde, som nu er gift og har små børn. Hun ønsker ikke at komme med tilbage. Det gør en gammel kvinde, som man troede var død, og som selv betragter sig som død, heller ikke. Der er også en ung mand, som MaCabe håber at kunne tjene tusind dollars på hos en rig mand, som har lovet at genfinde sin kones søn fra et tidligere ægteskab. Og så er der en mexicansk kvinde, Elena (spillet af Linda Cristal), som McCabe tager til sig. Hun er gift med "Stone Calf"", som er rival til den høvding, som McCabe forhandler med. McCabe dræber "Stone Calf", da denne kommer efter dem.
Den unge mand, som er blevet opdraget som comanche, er aldeles fjendtlig og kan ikke huske sin fortid, og McCabes rige arbejdsgiver vil ikke have ham. Det foreslås, at han frigives og får lov til at vende tilbage til indianerne, hvor han føler sig hjemme. Men en anden mand kræver at få drengen, da han håber at kunne glæde sin demente kone, som tror, at det er hendes forsvundne søn. Det er han dog ikke, og han slår kvinden ihjel, da hun befrier ham og vil rede hans lange hår. Nybyggerne hænger drengen trods løjtnant Garys protester. Da de trækker af sted med ham til galgen, vælter han spilledåsen og hævder, at det er hans. Det er Martys broder, som hun ikke havde genkendt – akkurat som McCabe havde advaret hende om. Hun accepterer, at der ikke var noget, hun kunne have gjort, og hun gifter sig med løjtnant Gary. Elena derimod ønsker ikke andet end at reassimilere sig, men hun bliver afvist af de andre kvinder, fordi hun har givet efter for de vilde. I mellemtiden har McCabe fundet ud af, at han er meldt savnet og død og er blevet erstattet af en anden. Han klager over, at han ikke engang fik lov til at give sit eget besyv med. Men han elsker Elena nu, og mener, at hun udvist stort mod ved bare at overleve. Som han siger: "Nogen gange kræver det mere mod at leve end at dø." Han beslutter sig for at tage til Californien sammen med Elena.